# Jirō Horikoshi
Jirō Horikoshi (堀越 二郎, Horikoshi Jirō), né le 22 juin 1903 à Fujioka et mort le 11 janvier 1982 à Tokyo, est un ingénieur japonais célèbre pour avoir créé, entre autres, les chasseurs Mitsubishi A6M Zero et Mitsubishi A5M Claude.

## Biographie

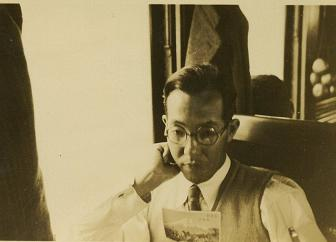
Horikoshi en octobre 1938.

Après des études à l'université de Tokyo terminées en 1927, il est recruté par l'entreprise qui deviendra en 1934 Mitsubishi Heavy Industries. Il travaille dans l'usine de Nagoya et participe à l'élaboration de plusieurs avions de chasse avant, pendant et après la Seconde Guerre mondiale, dont les appareils Mitsubishi A5M, A6M Zero, Mitsubishi J2M et le Mitsubishi A7M.
Après la guerre, Horikoshi participa également à la conception d'un avion de ligne, le YS-11, en compagnie de Hidemasa Kimura. Après avoir quitté Mitsubishi Heavy Industries, il donna des cours dans divers instituts d'éducation et de recherche. De 1963 à 1965, il fut lecteur à l'Institut Espace et Aéronautique de l'université de Tokyo, puis deviendra professeur à l'Académie de défense nationale du Japon de 1965 à 1969. Enfin entre 1972 et 1973, il enseigne à la faculté d'ingénierie de l'université Nihon.

## Distinctions
En 1973, Horikoshi reçut la médaille de l'Ordre du Soleil Levant 3e classe pour l’ensemble de ses réalisations. Il s’éteint le 11 janvier 1982, âgé de 78 ans et reçut, à titre posthume, d’autres titres honorifiques.

## Culture populaire

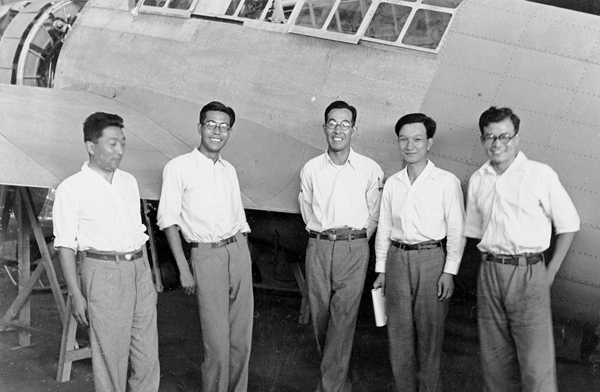
Horikoshi (au centre) et des membres de l'équipe de conception du A6M1, à Mitsubishi Heavy Industries (juillet 1937).

Un film d’animation japonais, Le vent se lève (2013), réalisé par Hayao Miyazaki, s'inspire de la vie de Jirō Horikoshi jusqu'à la fin de la Seconde Guerre mondiale,.